# Ghost Ship (musikalbum)
Ghost Ship är det amerikanska progressiva power metal-bandet Theocracys fjärde studioalbum, utgivet i oktober 2016 på Ulterium Records, och i Japan på Bickee Music i november samma år.
Trummisen Shawn Benson hade vid detta laget lämnat bandet, men ställde upp som sessionmusiker. 
En musikvideo spelades in till titelspåret och en textvideo till "Wishing Well".

## Låtlista
1. "Paper Tiger" – 5:13
2. "Ghost Ship" – 4:39
3. "The Wonder of It All" – 6:38
4. "Wishing Well" – 5:01
5. "Around the World and Back" – 4:57
6. "Stir the Embers" – 4:07
7. "A Call to Arms" – 4:39
8. "Currency in a Bankrupt World" – 4:41
9. "Castaway" – 4:43
10. "Easter" – 9:53

## Medverkande
Musiker
- Matt Smith – sång, gitarr, keyboard, orkestrering
- Jonathan Hinds – gitarr, bakgrundssång
- Val Allen Wood – leadgitarr
- Jared Oldham – basgitarr, bakgrundssång

Bidragande musiker
- Shawn Benson – trummor

Produktion
- Matt Smith – producent, inspelningstekniker, mixning
- Emil Westerdahl – exekutiv producent
- Vlado Meller – mastering
- Jeremy Lubsey – mastering
- Felipe Machado Franco – albumkonst
- Samuel Durling – art direction, design
- Clarissa Lueg – foto
- Esa Ahola – foto